# Gootiella alba
Gootiella alba är en insektsart. Gootiella alba ingår i släktet Gootiella och familjen långrörsbladlöss. Inga underarter finns listade i Catalogue of Life.